# Vavatenina
Vavatenina Ville è una città e comune del Madagascar situata nel distretto di Vavatenina, regione di Analanjirofo. 
La popolazione del comune rilevata nel 2001 era pari a 30 165 unità.